# 로버트 제임스 리스

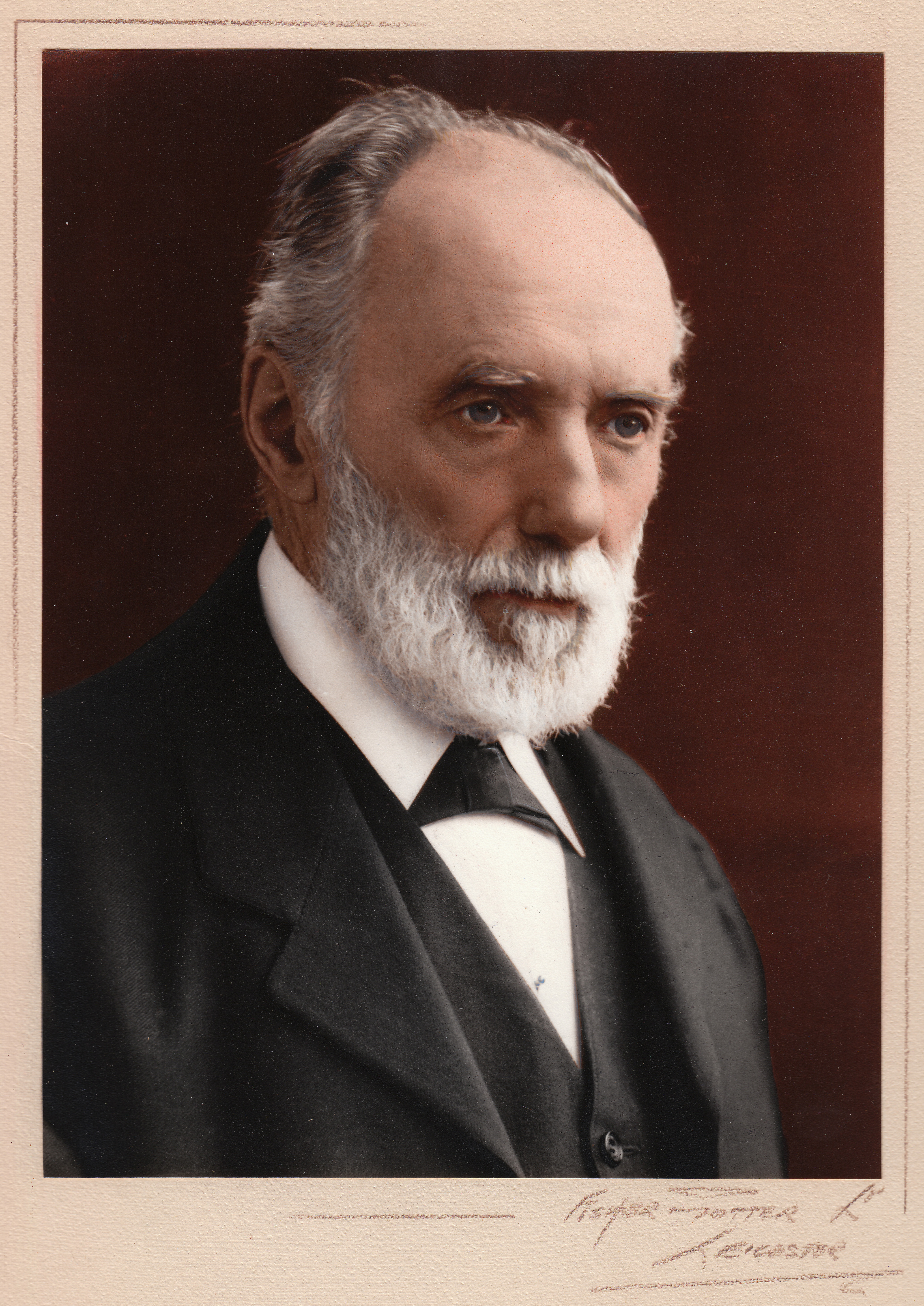

로버트 제임스 리스영어: Robert James Lees: 1849년 8월 12일-1931년 1월 11일)는 영국 빅토리아 시대의 신비주의자, 영매, 사제, 작가, 치유사다. 1888년 화이트채플 연쇄살인사건의 범인 잭 더 리퍼의 정체를 안다고 주장했다.